# Canal de Rivinus
Le canal de Rivinus est le canal le plus volumineux qui draine la salive produite par la glande sublinguale, né de la face profonde de la glande, il longe le canal de Wharton et vient en dehors de celui-ci au sommet de la caroncule sublinguale, quelquefois par un ostium commun.